# Otoniela quadrivittata
Otoniela quadrivittata är en spindelart som först beskrevs av Simon 1897.  Otoniela quadrivittata ingår i släktet Otoniela och familjen spökspindlar. Inga underarter finns listade i Catalogue of Life.